# Isognathus occidentalis
Isognathus occidentalis là một loài bướm đêm thuộc họ Sphingidae. Loài này có ở Venezuela, phía bắc Brasil và Guyane thuộc Pháp.
Nó gần giống loài Isognathus excelsior nhưng phân biệt được bởi phía dưới bụng màu nâu nhạt. Mỗi năm loài này có thể có nhiều thế hệ.
Ấu trùng được ghi nhận ăn các loài Himatanthus lancifolius. 

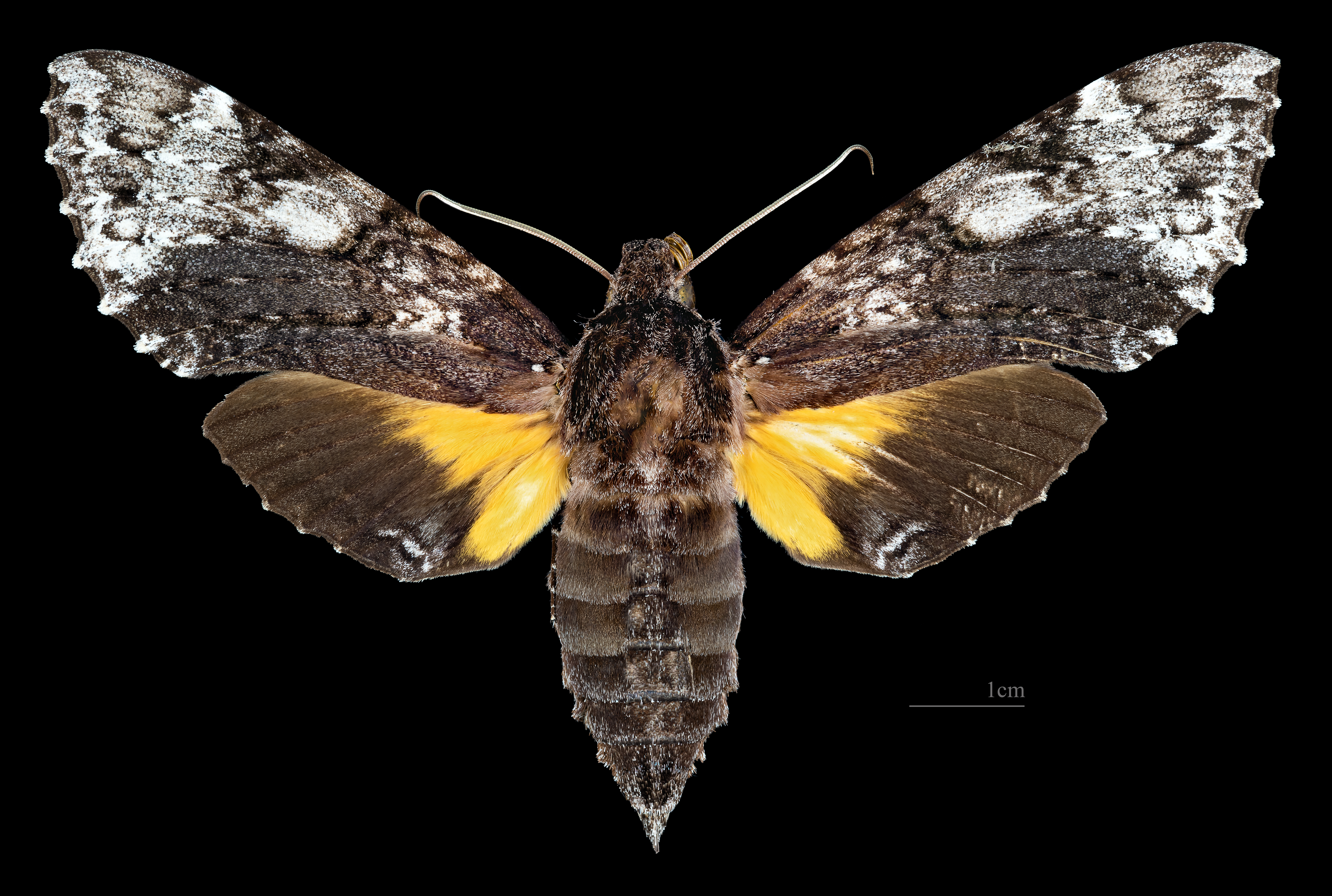
Isognathus occidentalis ♀
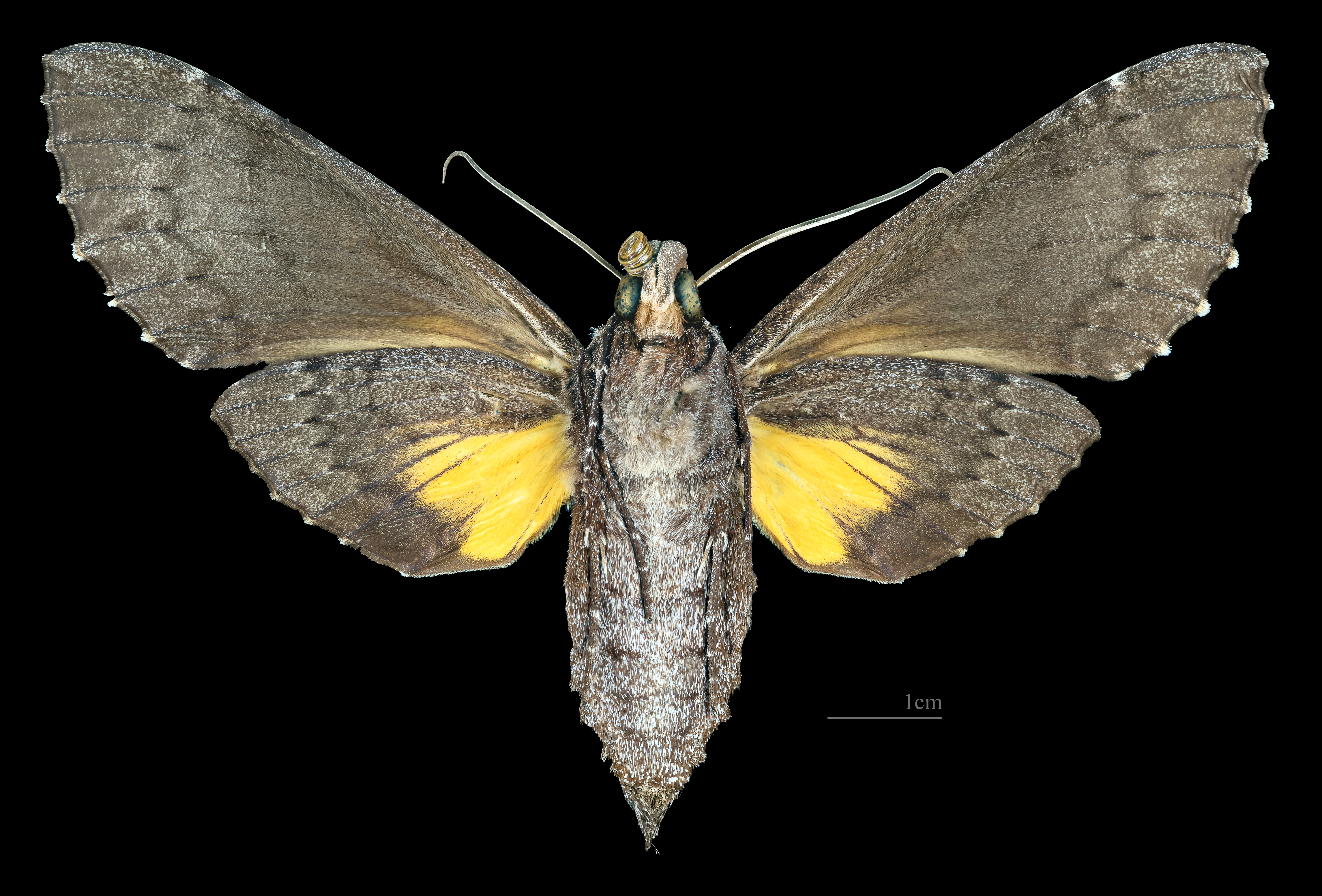
Isognathus occidentalis ♀ △

## Hình ảnh
